# 인천 동구의 행정 구역
인천 동구의 행정 구역은 11행정동 204통 980반으로 구성되어 있다. 인천 동구의 면적은 7.19km2(시 전체의 0.7%)이며, 인구는 2015년 5월 말 주민등록을 기준으로 7만3642 명, 3만677 세대이다.

## 행정 구역

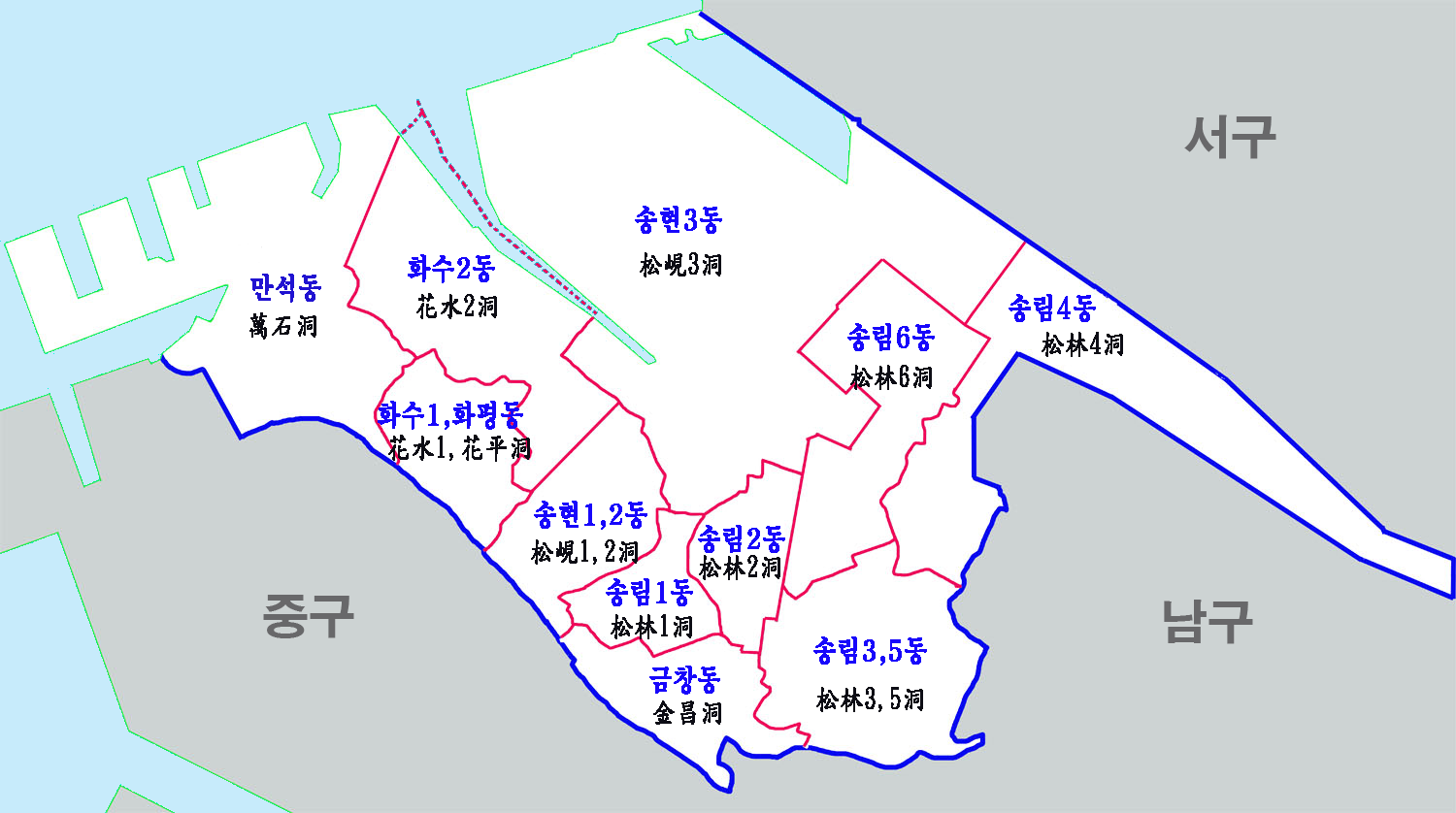
인천 동구 행정지도

| 행정동       | 한자         | 면적 (km2) | 세대   | 인구 (명) |
| ------------ | ------------ | ---------- | ------ | --------- |
| 만석동       | 萬石洞       | 1.15       | 3,317  | 8,022     |
| 화수1·화평동 | 花水1·花平洞 | 0.30       | 3,145  | 7,389     |
| 화수2동      | 花水2洞      | 0.61       | 3,934  | 9,176     |
| 송현1·2동    | 松峴1·2洞    | 0.34       | 4,579  | 12,151    |
| 송현3동      | 松峴3洞      | 2.21       | 2,022  | 4,523     |
| 송림1동      | 松林1洞      | 0.19       | 1,319  | 3,009     |
| 송림2동      | 松林2洞      | 0.20       | 1,764  | 3,562     |
| 송림3·5동    | 松林3·5洞    | 0.55       | 3,847  | 9,388     |
| 송림4동      | 松林4洞      | 0.79       | 2,109  | 5,353     |
| 송림6동      | 松林6洞      | 0.56       | 2,956  | 7,490     |
| 금창동       | 金昌洞       | 0.29       | 1,736  | 3,692     |
| 동구         | 東區         | 7.19       | 30,728 | 73,755    |

* 인구·세대는 2015년 4월 30일 기준

## 법정동
| 법정동         | 행정동                                        |
| -------------- | --------------------------------------------- |
| 만석동(萬石洞) | 만석동                                        |
| 화수동(花水洞) | 화수1·화평동, 화수2동                         |
| 화평동(花平洞) | 화수1·화평동                                  |
| 송현동(松峴洞) | 화수1·화평동, 송현1·2동, 송현3동              |
| 송림동(松林洞) | 송림1동, 송림2동, 송림3·5동, 송림4동, 송림6동 |
| 금곡동(金谷洞) | 금창동                                        |
| 창영동(昌榮洞) | 금창동                                        |

## 연혁
- 백제시대 미추홀(동국여지승람의 백제건국  건설에 의함)로 칭함
- 475년 매소홀현(고구려 남부)
- 신라 경덕왕 소성현으로 개칭
- 1018년 수주로 개칭(고려 현종 9년)
- 1096년 경원군으로 승격(고려 숙종)
- 1123년 인주로 개칭(고려 인종)
- 1390년 경원부로 승격(고려 고양왕)

### 조선시대
- 1392년 조선 태조 원년, 인주로 환원
- 1413년 태종 13년, 인천군으로 개편
- 1460년 세조 인천도호부로 승격
- 1883년 고종 20년, 한미수호통상조약(고종19년 화진지에서 체결)에 의거 인천항 개항
- 1910년 대한제국 융희 4년 인천부 설치

### 일제시대
- 1914년 9월 1일 월미도 (영종면 관할)의 인천부 편입 *부령 제 133호(1914.9.1공포)
- 1940년 4월 1일 남동,부평,서곶출장소 설치 *인천부 고시 제32호
- 1943년 7월 10일 문학출장소 신설
- 1945년 8월 15일 인천시로 개칭
- 1946년 3월 1일 인천부로 환원
- 1947년 4월 1일 주안지청 설치(후에 주안출장소로 개칭)
- 1949년 8월 15일 인천시로 개칭 *법률 제32호(1949.7.4공포)
- 1956년 11월 23일 중부,북부,동부,남부출장소 신설 *시조례 제144호
- 1963년 1월 1일 작약도 병합(부천군 관할) *법률 제 1175호

### 인천 동구
- 1968년 1월 1일 구제(區制)가 실시되어 경기도 인천시 동구를 설치하였다.[3]

| 법률 제1919호 인천시구설치에관한법률                  |
| 신 행정구역                                           |
| 동구 만석동,화수동,화평동,송현동,창영동,금곡동,송림동 |
- 1973년 7월 1일 월미도를 중구에 편입하였다.
- 1981년 7월 1일 인천직할시 동구로 개칭하였다.
- 1988년 5월 1일 자치구제가 실시되어 자치구로 승격하였다.
- 1995년 1월 1일 인천광역시 동구로 개칭하였다.